# Мисаки Амано
Мисаки Амано (јап. 天野 実咲; 22. април 1985) бивша је јапанска фудбалерка.

## Репрезентација
Са репрезентацијом Јапана наступала је на Светском првенству (2007).